# 신무월
신무월(일본어: 神無月 카미나즈키[*])은 일본에서 음력 10월을 부르는 별명이다.
“신무월 ”의 어원은 미상이다. 유력한 설 가운데는 “나(な)”로 발음되는 “무(無)”가 원래는 “노(の)”였다는 설로서, 신무월은 원래 “신의 달”(일본어: 神の月 카미노즈키[*])이었다는 설이 있으며, 일본국어대사전도 이 설을 채용하고 있다. 음력 6월의 별명인 수무월이 원래 “물의 달”이었던 것과 같은 논리다.
이세신궁에 머무르는 천조대신을 제외한 일본열도의 모든 신들이 다음 해에 관해 회의하기 위해 이즈모에 모여들기 때문에 이즈모 외에는 “신이 없어지는 달”이라는 설은 헤이안시대 이후에 퍼진 것으로, 이즈모 대사의 어사(御師)가 퍼뜨린 민간어원이다. 신들이 이즈모 대사에 모인다는 이야기는 『오의초』 등에 보이는 속설이다.:332 애초에 “신무월(神無月)”이라는 한자가 붙은 것도 헤이안시대 들어서였을 것으로 여겨진다. “카미나츠키”의 의미에 대해서는 햅쌀을 수확해 술을 빚는 달(일본어: 醸成月 카미나시즈키[*])이었다는 등 제설이 있으나 아직 정설은 없다.:80
일본국어대사전은 상술한 바와 같이 “나”를 “노”의 변형으로 보고 원래 “신의 달”이었다는 설을 뜻풀이의 첫머리로 삼고, 그 밖의 속설들로 이하 11설을 열거하고 있다.:136
1. 신들이 이즈모에 집합하여 다른 지방에는 신들이 부재한 달이라서〔『오의초』, 『명어기』, 『일본석명』〕
2. 신사들에 마츠리가 없는 달이라서〔『도련초』, 『시라이시 선생 신서』〕
3. 음신붕어(陰神崩御)의 달이라서〔『세언문답』, 『유취명물고』〕
4. 천둥 없는 달(雷無月)이라는 뜻〔『어의고』, 『유취명물고』, 『연산기문』〕
5. 위 없는 달(上無月)이라는 뜻〔『화이아』, 『유취명물고』, 『활계잡담』, 『북창쇄담』, 『고금요람고』〕
6. 신 맛보는 달(神甞月)이라는 뜻〔『남류별지』, 『황혼수필』, 『화훈간』, 『일본고어대사전』〕[4]
7. 햇곡식으로 술을 빚는 달(醸成月)이라는 뜻〔『앵앵필어』, 『대언해』〕
8. 벼 베는 달(刈稲月)이라는 뜻〔『토원소설 외집』〕
9. “카”는 잎이 누렇게 변색되는 것(黄葉), “미나”는 모두(皆)라는 뜻. 즉 모든 잎이 누렇게 물드는 달(黄葉皆月)이라는 뜻〔『명어기』〕
10. “나”는 없을 무(無)를 뜻하지 않는다. 신의 달(神ノ月)이라는 뜻〔『만엽집유림』, 『동아』〕
11. 1년을 둘로 나눈다는 생각이 있었는데, 6월(六月 미나즈키[*])에 대한 또 하나의 6월이라는 뜻에서 그 앞에 “위”(上 카미[*])를 붙여 “카미나즈키”라 불렀다. 〔오리쿠치 시노부〕